# Torsten Reißmann
Torsten Reißmann (Potsdam, 23 februari 1956 - Brandenburg an der Havel, 8 oktober 2009) was een Oost-Duits judoka De halflichtgewicht was viervoudig DDR-kampioen en behaalde tussen 1975 en 1982 ook vier Europese titels in de categorie tot 65 kg.
Reißmann studeerde automechanica en was aangesloten bij de club "ASK Vorwärts Frankfurt" van het leger, waar hij de rang van luitenant bekleedde. Later werd hij onderwijzer totdat hij in 2001 aan dementie begon te lijden.

## Palmares
- Europees kampioen 1975, 1978, 1980 en 1982
- Wereldkampioenschappen 1975 - derde
- Olympische Spelen 1980 - halflichtgewichten - vijfde